# Зойч

Дизайн Зойча, предлагавшегося как талисман зимних Олимпийских игр 2014

Зойч — эскиз талисмана XXII зимних Олимпийских игр 2014 года в Сочи, ставший абсолютным лидером рейтинга популярности по результатам интернет-голосования. Неофициальный символ олимпиады 2014 года в Сочи. Создан по заказу Оргкомитета сочинских игр для привлечения внимания интернет-пользователей к выборам официальных талисманов и является примером вирусного маркетинга. Заказ был поручен дизайнеру Студии Артемия Лебедева Егору Жгуну. До июня 2011 года настоящий заказчик оставался в тайне, пока с саморазоблачением не выступил президент Оргкомитета Дмитрий Чернышенко с последующим подтверждением Жгуном.

## Предыстория
1 сентября 2010 года организационный комитет зимних олимпийских и паралимпийских игр в Сочи в 2014 году совместно с газетой «Известия» объявили всероссийский конкурс талисманов игр, в котором мог принять участие любой желающий. Всего на конкурс было прислано 24 048 работ от участников со всех регионов России и граждан, проживающих за рубежом.
10 сентября 2010 года московский художник и дизайнер Егор Жгун отправил на конкурс оригинальный эскиз фантастического животного-талисмана, названного им «Зойч».

## Описание талисмана
Зойч представляет собой бесхвостую амфибию, покрытую синим мехом. Передние конечности у земноводного отсутствуют. В глазах амфибии вращаются олимпийские кольца, выполняющие роль зрачков: чёрное, жёлтое и синее в правом глазу и красное с зелёным в левом соответственно. Во рту амфибия держит горнолыжную палку. Венчает талисман Большая императорская корона. Имя амфибии происходит от числа 2014 на официальной эмблеме олимпиады, которая напоминает надпись ZOI4 или ZOIЧ и может быть прочитана как «ЗОИЧ». Также Жгуном были разработаны и версии Зойча для других зимних видов спорта.
Сам Егор Жгун так кратко описал свой талисман:

В глазах у него олимпийские кольца, способствующие продвижению олимпийских идеалов, а на голове — царская корона, напоминающая о державности и духовности.

## Последующие события
Идея талисмана нашла множество сторонников среди посетителей сайта, и достаточно быстро после размещения Зойч переместился на первое место в рейтинге, которое занимал практически непрерывно до конца голосования.
После размещения Жгуном на YouTube 8 ноября 2010 года анимированного рекламного ролика своего талисмана, который продемонстрировал Зойча в динамике, пресса окрестила талисман «гипножабой», в честь второстепенного персонажа мультсериала «Футурама».
Показ фрагментов этого ролика по нескольким каналам центрального телевидения (в частности, по федеральному каналу РЕН ТВ) обеспечил всеобщую известность кандидату в талисманы и способствовал дальнейшему росту его популярности.
21 декабря 2010 года был опубликован финальный список из идей талисманов, которые прошли во второй тур конкурса. Несмотря на сохраняющееся первое место в рейтинге интернет-голосования, амфибия «Зойч» по неозвученным причинам в финальный шорт-лист первого этапа не попала, что стало неожиданностью в свете заявления президента оргкомитета «Сочи-2014» Дмитрия Чернышенко, сказавшего:

Полгода назад мы приняли беспрецедентное решение — создать наш талисман всем вместе. Впервые в истории Олимпийского движения в конкурсе по созданию идей талисманов приняла участие вся страна. Талисманы Игр в Сочи должны отражать особенности русской культуры и быть близки и интуитивно понятны миллионам людей разных возрастов, профессий и национальностей и в России, и во всём мире. При этом они должны нравиться детям, ведь для многих из них спорт начнётся именно с талисмана Игр в Сочи. Мы надеемся, что в финальном всенародном СМС-голосовании, которое состоится в феврале в прямом эфире, примет участие каждый.

Представители экспертного жюри конкурса отказались давать какие-либо комментарии о причине отстранения наиболее популярной идеи талисмана от участия в следующих этапах. При этом собственно на сайте конкурса 21 декабря даже не был опубликован список прошедших во второй тур идей талисманов.
В июне 2011 года выяснилось, что идея создать талисман-антигерой принадлежит Оргкомитету Игр-2014. Как заявил президент Оргкомитета Д. Чернышенко, целью данной акции было привлечение постоянно растущей аудитории интернета к выборам талисманов сочинских Игр, то есть, по сути, вызвать ажиотаж через инициирование вирусной рекламы. Для создания подобного персонажа Оргкомитет обратился к Егору Жгуну, который и разработал Зойча. Несмотря на то, что такого персонажа, по словам Чернышенко, невозможно утвердить официальным талисманом Игр, будет рассматриваться вопрос о продвижении Зойча (сувениры, игры, мобильные приложения), в котором может принять участие Егор Жгун.
26 апреля 2012 года был запущен сайт zoichland.ru. Е. Жгун разместил видеоролик и ссылку на сайт в своем блоге, но заметил, что не имеет отношения к самому сайту, так как игры, которые он предлагал, не подошли. На сайте опубликованы три видеоролика о Зойче, несколько игр, советы от Зойча, фотогалерея пользователей и Зойчификатор — инструмент, при помощи которого пользователь может превратить свою фотографию в Зойча.
Зойч появляется в начальных титрах 20-го эпизода шестого сезона мультипликационного сериала «Футурама» на экране рекламного щита, в который врезается корабль «Planet Express».
13 июня 2011 Оргкомитет Сочи-2014 зарегистрировал права интеллектуальной собственности на неофициальный символ Олимпиады — жабу Зойча. Вместе с ним оформлены и права на десять логотипов, вошедших в шорт-лист голосования по выбору символа зимних Игр. Зойч в их число не попал, но организаторы Олимпиады считают его «протестным символом».
Сообщение о регистрации товарных знаков появилось на сайте Роспатента. Зарегистрированы права на талисманы — Заяц, Дельфин, Леопард, Снежок и ряд других, а также на талисман Зойч.